# Ањелинек
Ањелинек (пољ. Anielinek) је село у Пољској које се налази у војводству Мазовском у повјату Мињском у општини Јакубов.
Од 1975. до 1998. године ово насеље се налазило у Сиједлецком војводству (пољ. Województwo siedleckie).